# وادي بعيجا
وادي بعيجا من أودية نجد. يقع الوادي بالقرب من مدينة الرياض.
يُعتقد أن وادي بعيجا هو الجزء السفلي من وادي الأوسط الذي تعرض أعلاه لما يعرف بالأسر النهري من قبل وادي نساح٬ وهذا الوادي له طبيعة مميزة، إذ تكتنف الرمال أجزاء كبيرة منه٬ وتسد بعض روافده في منظر جميل يجمع بين منظر الكثبان الرملية والسفوح الصخرية للأودية في الأراضي الرسوبية التي تتميز سفوحها بانكسارات وكهوف ذات جمال مميز٬ كما أن بطن الوادي يتسع في كثير من أجزائه٬ وتغطيه تربة مخلوطة من الرمال الحمراء والحصباء النظيفة٬ كما تنتشر فيه أشجار الطلح والسلم والسمر التي تتخللها شجيرات صغيرة٬ وهو متنزه طبيعي لمدينة الرياض، فهو قريب جدًا من بلدة الحائر ويمر في بطنه طريق معبد.